# 高山银穗草
高山银穗草（学名：Leucopoa karatavica）为禾本科银穗草属下的一个种。

## 扩展阅读
- 維基物種上的相關：高山银穗草